# ستيفان ألادزوف
ستيفان ألادزوف (بالبلغارية: Стефан Аладжов)‏ مواليد 18 أكتوبر 1947 في صوفيا، هو لاعب كرة قدم بلغاري دولي سابق كان يلعب في مركز الدفاع. سبق له أن لعب في كأس العالم لكرة القدم مع منتخب بلاده في مونديال عام 1970م و1974م.

## المسيرة الاحترافية

### أندية لعب لها
- سبارتك صوفيا
- او في سي سليفن 2000
- ليفسكي صوفيا[2]
- نادي سبارتاك فارنا

## روابط خارجية
- ستيفان ألادزوف على موقع الاتحاد الدولي (مؤرشف)  (الإنجليزية)
- ستيفان ألادزوف على موقع ناشيونال فوتبول تيمز (الإنجليزية)